# Шнепфау
Шнепфау (нім. Schnepfau) — містечко та громада округу Брегенц в землі Форарльберг, Австрія. Шнепфау лежить на висоті 734 м над рівнем моря і займає площу 16,53 км². Громада налічує 472 мешканців. Густота населення 29/км².  
Громада лежить в районі, який носить назву Брегенцький ліс (нім. Bregenzerwald). Неподалік розкинулося Боденське озеро. Через містечко протікає річка Брезенцер Ах. Населення Форальбергу розмовляє алеманським діалектом німецької мови, а тому ближче до швейцарців, ніж до населення більшої частини Австрії, яке розмовляє баварсько-австрійським діалектом. Основною індустрією Форальбергу є спортивний туризм, і кожен населений пункт має розвинуту інфраструктуру: транспорт, готелі тощо. 
|                                  |
| Шнепфау на мапі округу та землі. |

Адреса управління громади: Nr. 133, 6882 Schnepfau. 

## Демографія
Історична динаміка населення міста за даними сайту Statistik Austria

## Галерея

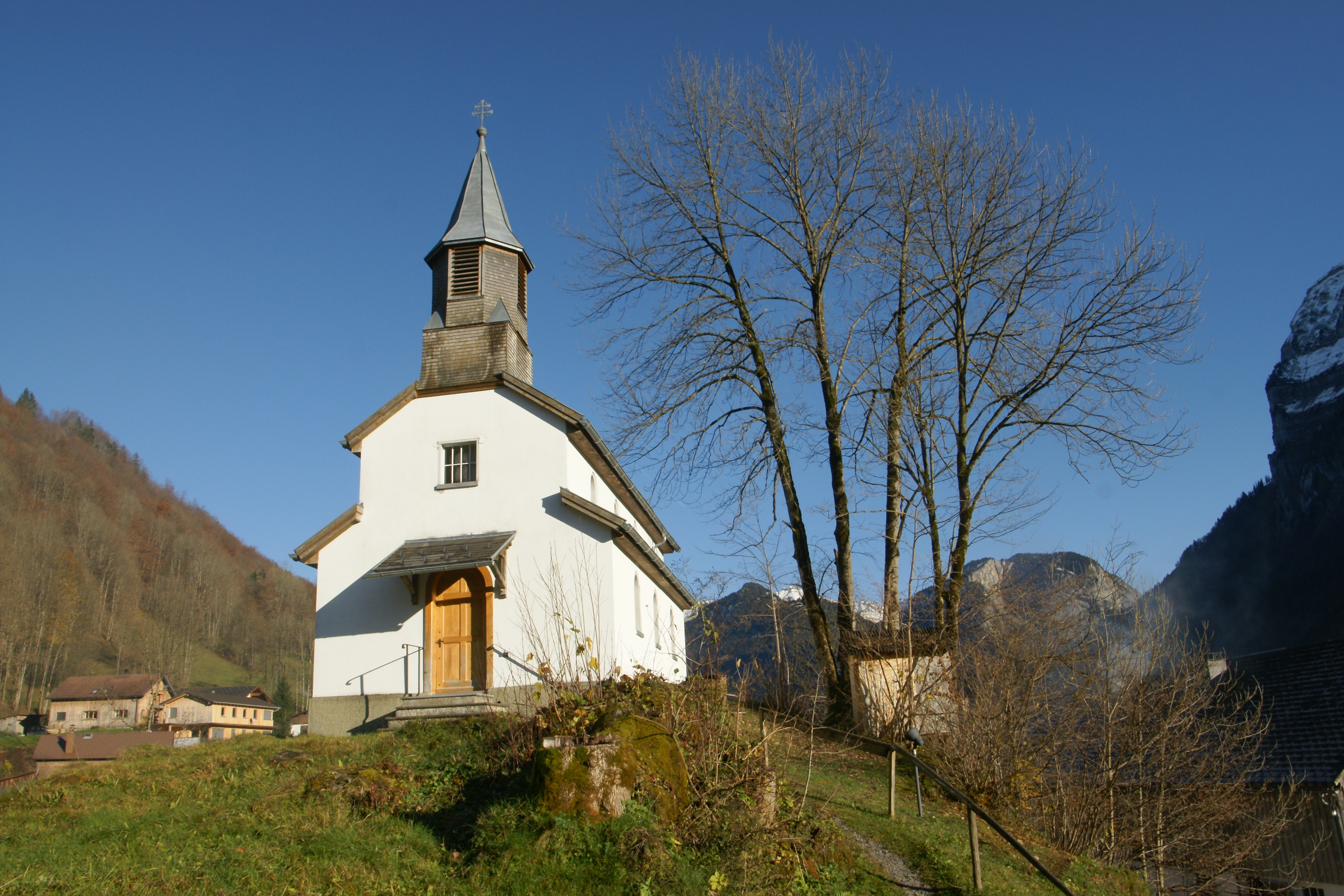
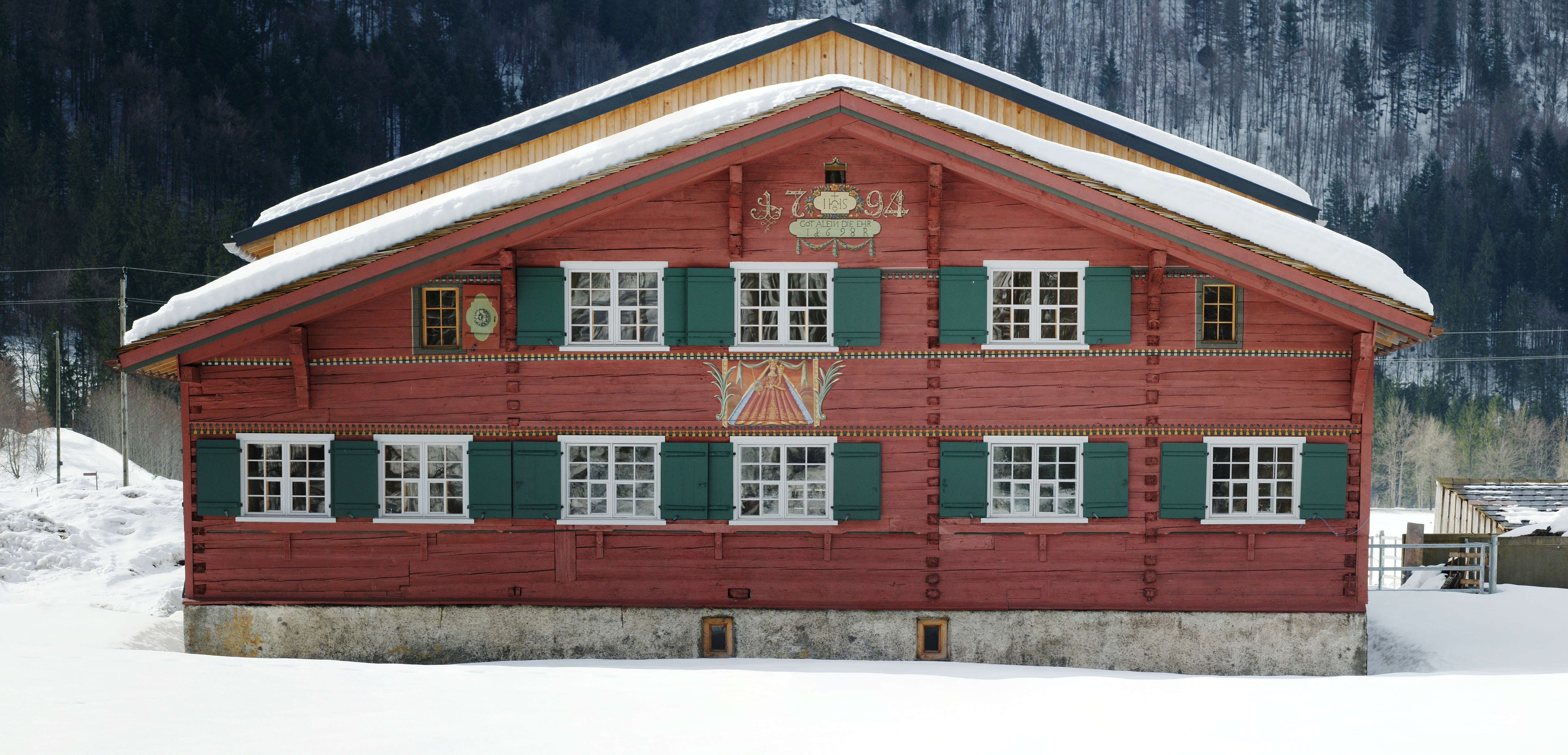
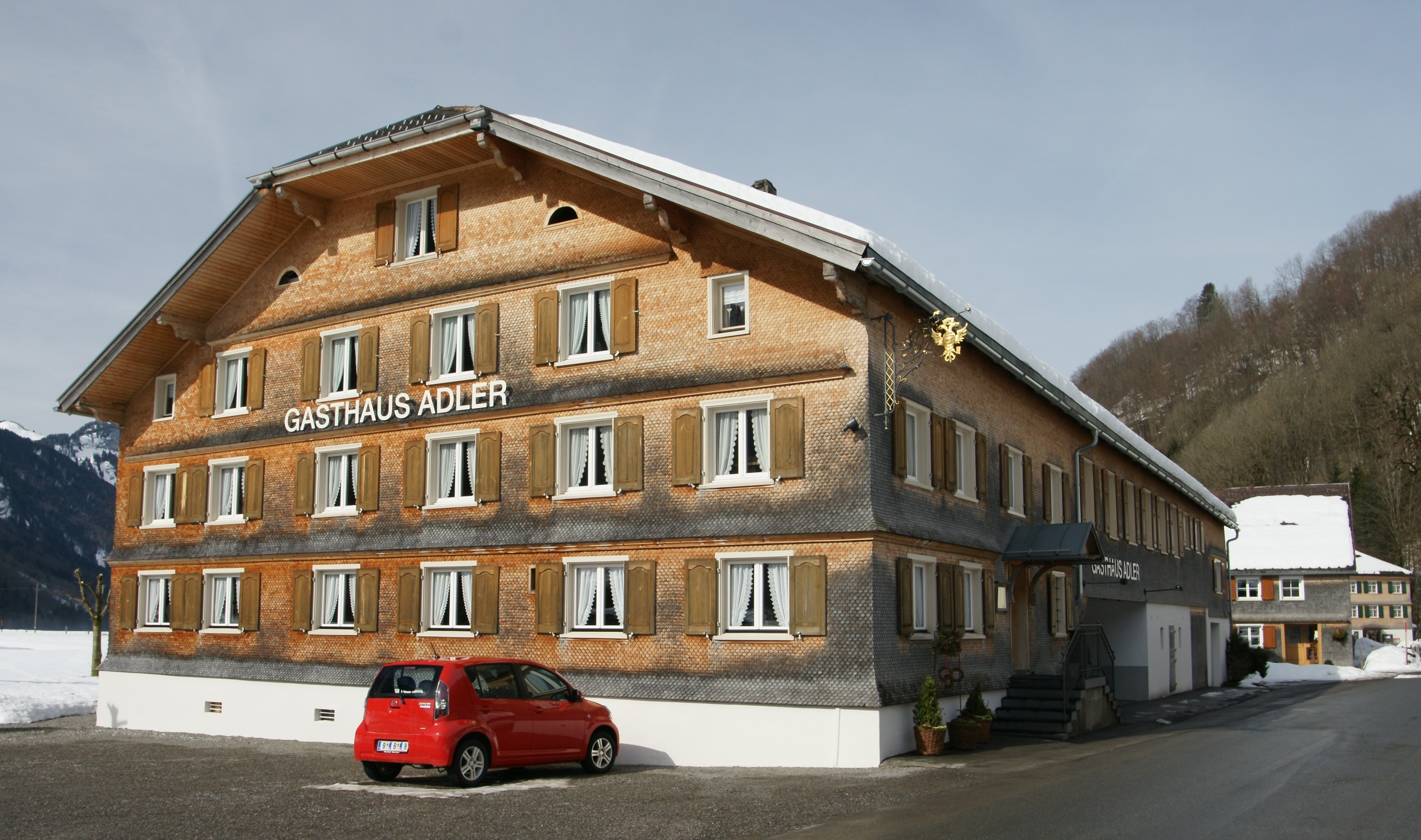